# 白色相簿
《白色相簿》（日语：／），是日本Leaf在1998年5月1日發售成人遊戲。2010年6月24日由AQUAPLUS發售PS3重製版《白色相簿：編綴的冬日回憶》（WHITE ALBUM -綴られる冬の思い出-），2012年3月30日由DMM.com發售從PlayStation 3逆移植的PC重製版。2009年1月播放電視動畫版前半部，後半部於2009年10月3日開始播放，共有26集。

## 歷史
- 1998年5月1日在日本發售。

98版對話界面

- 1998年12月23日發售單曲CD「WHITE ALBUM」。
- 2009年1月3日~3月28日日本播放TV版動畫前半部。
- 2009年10月2日~3月25日日本播放TV版動畫後半部。
- 2010年6月24日發售PS3重製版《白色相簿：編綴的冬日回憶》。
- 2012年3月30日發售由PS3重制版逆移植的PC重製版。
- 2023年8月4日發售PC中英文重製版。

## 人物介绍
※聲優是電視動畫版与重製版的配音，18禁版遊戲沒有配音。

### 主要角色
藤井冬彌（聲：前野智昭）
本作的男主角。在遊戲裡可以設定名字、生日及血型。夕凪大學二年級學生。
對女性沒有區別對待的忠厚老實。典型的青春愛戀連續劇的角色。
新銳偶像歌手森川由綺是高中時代的同班同學，在接受她的告白後成為戀人，但因為由綺工作的關係，兩人聚少離多。一直保持普通健全地交往，並沒有發展到戀人親密的那步。
在聽聞由綺要作為偶像歌手出道時，比起為她高興，第一反應是感到震驚和寂寞，煩惱著不能像以前那樣見面了。面對對自己一往情深的由綺，因為顧慮她的心理而無法提出分手，在這種情況下於和自己關係更近的女性走到一起，形成劈腿的局面。
遊戲中，除了由綺線之外，其他女主角線都是如逃一般地維持著三角關係（沒對由綺說出分手），也一直重覆著把自己的行為正當化的言語（主要為獨白）。
森川由綺（聲：平野綾）
生日：12月24日　血型：A型　星座：摩羯座　身高：160cm　年龄：19岁　三围：80/56/77。
冬彌的戀人，緒方工作室旗下的女子大學生偶像（就讀夕凪大學二年級）。在动画版中公布其出生年份为1966年。
擁有唱歌的才能。就如英二所說，稀有的「音響」（即是有天籟的歌喉），但猶如美玉也有瑕疵，稍微欠缺些專業精神。比起隨著人氣上升便難以跟上學業，更擔心這段時間跟冬彌無法見面。
是專心一致與一個勁兒認真努力的類型。由於有點個性天然，有時也會令到周圍的人擔心。雖然因為工作繁忙而很少見冬彌，但對他的思念卻從未停止過，但也希望自己能讓他感到自豪。
出現於渡邊製作所所製作的同人格鬥遊戲「The Queen of Heart'98（簡稱QOH98）」。
緒方理奈（聲：水樹奈奈）
生日：11月26日　血型：AB型　星座：射手座　身高：165cm　年齢：19歳　三圍：83/54/82
實力派歌手，是由綺的偶像，也是同屬一家事務所的前輩兼事業對手。
個性上公私分明，即便是親密之人，在公事上應對的不得體，理奈仍然會對其不假辭色的喝斥。私下則很親和善談，絲毫沒有明星架子。
緒方英二的妹妹，對於哥哥把注意力轉往由綺而逐漸疏遠自己感到寂寞。後和打工的冬彌相識，知道冬彌和由綺的關係。起先是視他為一個可以傾訴的對象。但在過程中逐漸對溫柔的冬彌動心。
出現於渡邊製作所所製作的同人格鬥遊戲「The Queen of Heart'99（簡稱QOH99）」。
澤倉美咲（聲：高本惠）
生日：4月7日　血型：A型　星座：牡羊座　身高：158cm　年齢：21歳　三圍：83/58/83
悠凪大學3年級，冬彌由綺等人的學姐。高中時代他們就是校友。
待人處事和順、個性溫柔婉約，是受人之託也不會拒絕的好人類型。藤井的父親很喜愛她，將她視若家人一般。
對冬彌相當有好感，卻苦于冬彌已經是自己學妹---由綺的男朋友，而無法表白。
動畫中雖然一度與七瀬彰交往，最後仍以分手收場。
河島遙（聲：升望）
生日：2月15日　血型：A型　星座：水瓶座　身高：164cm　年齢：19歳　三圍：74/54/78
冬彌幼年時期的玩伴，留著像似小男生的短髮，對網球與自行車都很拿手。
和冬彌之間的性別區分觀念很淡，冬彌一直都把她當和七瀨彰一樣的好兄弟。
性格有些輕飄飄的，說話語氣的起伏很小。但其實是登場的女性中最聰明，也最會讀空氣的人。
有個親生哥哥但因發生意外而過世。
觀月麻奈（聲：戶松遙）
生日：1月18日　血型：B型　星座：山羊座　身高：149cm　年齢：17歳　三圍：71/53/74
由綺的親戚。個性活潑而好奇，誤打誤撞而認識小遙，後來兩人結為好友，經常結伴出遊。
家人因為工作關係長期不在家，所以幾乎都是孤身一人，常吃速食。母親請來冬彌作為家庭教師，順便監督麻奈。對於課業時常提不起幹勁用功，但成績意外不俗。
不知道冬彌和由綺情侶關係的人。一直對表姐的男朋友感興趣，可是自己完全不知道那人就是冬彌本人。
篠塚彌生（聲：朴璐美）
生日：7月28日　血型：A型　星座：獅子座　身高：175cm　年齢：24歳　三圍：90/60/85
由綺的經紀人，視冬彌為由綺明星道路上的阻礙，可以為了由綺的成功而犧牲奉獻自己，給人的感覺像是個堅強的女強人。動畫版劇末提及彌生非常討厭冬彌，但也疑似對冬彌產生感情。
如月小夜子（聲：佐藤利奈）
生日：4月8日　血液型：O型　星座：牡羊座　身高：163cm　年齢：19歳　三圍：87/56/81
偶像團體“樱之少女组”（桜っ娘クラブ）的前領導者，在離開團體後從事個人活動，游戏重製版的特有角色。
會故作堅強，但其實也有軟弱的一面。對於自己從偶像團體強迫畢業後人氣銳減難以釋懷，對於現今具有人氣的森川由綺抱持著複雜的心情。雖然如此，但常常記不住由綺的姓氏。
歌喉方面沒有由綺和理奈出色，自己雖不甘心但還是承認這個事實。即使如此，仍坦率面對自己的藝人生涯，不會受金錢等利誘而背叛自己。
高中時期被友人意外拉入演藝圈，以高中並未畢業的身份出道。

### 其他角色
緒方英二（聲：速水獎）
理奈的兄長，是位多才多藝的才子。
七瀨彰（聲：小野凉子（PS3）/阪口大助（TV））
冬彌、由琦的同學，喜歡澤倉美咲。動畫中雖然一度與美咲交往，最後仍以分手收場。
松山瑪瑙（聲：宍戶留美）
M3音樂的創作型歌手，從小認識藤井冬彌，是冬彌女神的起源。真實身份是M3社長長女，本身不會唱歌，由和她一起的夏子代唱。在Venus前自己坦白了代唱事實。该角色为动画版加入角色。動畫版中亦提及瑪瑙就是打開冬彌的女神開關。
藤井剛三（聲：宮林康）
冬彌的父親，因為喪妻等各種原因起初與冬彌關係不佳，直到因為心臟問題進了醫院與冬彌的關係才逐漸好轉，最後仍不敵疾病過世。相當喜歡由綺與美咲。

## 主題曲
WHITE ALBUM
以下歌曲《WHITE ALBUM》與《Sound Of Destiny》以角色名義發表，實際歌手名沒有公開
片頭曲、插入曲《WHITE ALBUM》
作词：森川由绮　作曲/编曲：石川真也　主唱：森川由绮
插入曲《Sound Of Destiny》
作词：须谷尚子　作曲/编曲：中上和英　主唱：绪方理奈
片尾曲《Powder Snow》
作词：须谷尚子　作曲/编曲：下川直哉　主唱：AKKO

片頭曲
作詞：須谷尚子　作曲/編曲：松岡純也　主唱：Suara
插入曲《WHITE ALBUM》
作詞：森川由綺　作曲 - 石川真也　編曲：衣笠道雄　主唱：森川由綺（平野綾）
插入曲《SOUND OF DESTINY》
作詞：須谷尚子　作曲：中上和英　編曲：松岡純也　主唱：緒方理奈（水樹奈奈）
插入曲
作詞/作曲/編曲：豆田将　主唱：Suara
片尾曲《POWDER SNOW》
作詞：須谷尚子　作曲：下川直哉　編曲：衣笠道雄　主唱：Suara

## 开发
本作是Leaf公司大阪开发队制作的作品。

## 電視動畫
電視動畫於2009年1月3日開始播放，分两季播出。2009年冬季（2009年1月至3月）播出第一季的第一至十三集，故事背景时间是設定在1986年11月，為日本泡沫經濟破裂前夜，在劇中可看見許多當時日本經濟的輝煌，年代描寫相當寫實。第十四至二十六集是在2009年10月播出，劇末似乎以泡沫經濟的破裂等原因導致演藝公司倒閉作為結局。

### 各話列表
| 話数       | 日文标题 | 中文标题                                                       | 分镜                              | 演出           | 作画監督                   |      |
| 前半       | 前半     | 前半                                                           | 前半                              | 前半           | 前半                       | 前半 |
| ---------- | -------- | -------------------------------------------------------------- | --------------------------------- | -------------- | -------------------------- | ---- |
| 第一頁     |          | 沒錯 那時就已經打開了開關吧                                    | 佐藤博暉                          | 奥野耕太       | 坂田理                     |      |
| 第二頁     |          | 早就被安排好的相遇 你相信嗎?                                   | 松竹徳幸                          | 宇井良和       | 黒岩裕美                   |      |
| 第三頁     |          | 手牽手 肩並肩 背靠背 還有 哪怕隔著衣服也好                     | 下田正美                          | 岸川寛良       | 佐藤清光                   |      |
| 第四頁     |          | 有感到過超越想像的理解嗎? 反過來的時候倒是很多                 | 吉田泰三                          | 吉田泰三       | 清水空翔                   |      |
| 第五頁     |          | 擋在前的不一定是身邊的人 可越是陌生的人越難以應付              | 渡邊哲哉                          | 小林浩輔       | 德田夢之介                 |      |
| 第六頁     |          | 忘掉煩惱的好方法， 對别人的煩惱插上一手如何？                  | 小平麻紀                          | 小平麻紀       | 高瀬言                     |      |
| 第七頁     |          | 印象必须不斷加深 因為它會從開端慢慢崩潰                        | 八瀬祐樹                          | 八瀬祐樹       | 武智敏光                   |      |
| 第八頁     |          | 時間不充裕時 往往可以做得更多 放手去做吧 當然戀愛也一樣        | 奥野耕太                          | 奥野耕太       | 中野典克                   |      |
| 第九頁     |          | 回憶不需要適合的劇本 反正一說出口，全都變成了戲言              | 岸川寛良                          | 岸川寛良       | 岡野幸男 杉藤さゆり        |      |
| 第十頁     |          | 獨腳戲之所以空虛 並非因為只有一個人 而是觀眾的目光 刺得好痛    | 植田秀仁                          | 小平麻紀       | 津熊健徳                   |      |
| 第十一頁   |          | 佔據胸口的煩惱 時間不會將其解決 只會貼上忘卻的標籤而已         | 星野真                            | 矢花馨         | 柳瀬譲二                   |      |
| 第十二頁   |          | 束縛 欺騙 掠奪 給與 比這些都更痛苦的 是等待                    | 渡邊哲哉                          | 渡邊哲哉       | 高野和史 鳥山冬美          |      |
| 第十三頁   |          | 容器明明已經傾斜 卻沒有發覺嗎 水已經一滴不剩了                 | 佐藤博暉 吉田泰三 豊増隆寛 吉成鋼 | 奥野耕太       | 坂田理                     |      |
| 後半       |          |                                                                |                                   |                |                            |      |
| 第十四頁   |          | 音色無法調至完美 因為總能找到更好的                            | 吉田泰三                          | 吉田泰三       | 立石聖                     |      |
| 第十五頁   |          | 尋找不到的東西會破壞周圍 因為不在那裡 所以無法找到             | うえだひでひと                    | 所智一         | 服部憲知                   |      |
| 第十六頁   |          | 想起小的時候 總有些因此害羞而坐立不安的事 和那個相比的話       | 下司泰弘                          | 下司泰弘       | 原修一 飯飼一幸            |      |
| 第十七頁   |          | 希望被揭穿的謊話 和希望不要被相信的真相 各有一個               | 川崎逸朗                          | 徐恵眞         | 北篠直明 野道佳代          |      |
| 第十八頁   |          | 蟲子太隨性了吧 明明躲在殼子裡 還說有什麼幽閉恐懼症             | 青柳宏宣                          | 青柳宏宣       | 内田孝                     |      |
| 第十九頁   |          | 说是因为厌倦了才走向下一个 但是大多在走之前 看起来就已经厌倦了 | 渡邊哲哉                          | 鶴田寛         | 早宮諺                     |      |
| 第二十頁   |          | 恋爱是盲目的 会这样交谈的恋人们 是诗人 评论家 哲学家           | うえだひでひと                    | うえだひでひと | 山本善哉 中本尚            |      |
| 第二十一頁 |          | 道程想要回到岔路口 如果选右边就好了 充满了后悔的路程           | 青柳宏宣                          | 渡辺正彦       | 飯飼一幸                   |      |
| 第二十二頁 |          | 是因为嘴笨而烦恼 试着用眼神去交流吧 立刻就会变得想说话了       | 小林一三                          | 所智一         | 山崎展義 服部憲知          |      |
| 第二十三頁 |          | 为了探病和亲手做的料理而渴望染上感冒 却没有想过之后有多痛苦    | 成田歳法                          | 成田歳法       | 原修一                     |      |
| 第二十四頁 |          | 夜晚什么也不能带来 褪色也是因为太阳的原因                      | 川崎逸朗                          | 徐恵眞         | 野道佳代 山本善哉 小川一郎 |      |
| 第二十五頁 |          | 是别人不好 自己没有错 都是别人的错 只有自己是                  | 津田尚克                          | 津田尚克       | 川島勝                     |      |
| 第二十六頁 |          | 現在我們就這樣同坐相依傍 整個長夜裡一點沒動彈                  | 吉田泰三                          | 吉田泰三       | 小田多恵子 都竹隆治        |      |

### 主題曲

#### 片頭曲

作詞：水樹奈奈　作曲：上松範康（Elements Garden）　編曲：藤間仁（Elements Garden）　歌：水樹奈奈

作詞：水樹奈奈　作曲：上松範康（Elements Garden）　編曲：藤田淳平（Elements Garden）  歌：水樹奈奈

#### 片尾曲

作詞：須谷尚子　作曲/編曲：衣笠道雄　歌：Suara

作詞：須谷尚子　作曲/編曲：松岡純也　歌：Suara

#### 插入歌
（第1、3、12話）
作詞：有里泉美　作曲、編曲：藤間仁（Elements Garden）　歌：緒方理奈（水樹奈奈）
《WHITE ALBUM》（第6、8、10、16、17、24話）
作詞：須谷尚子　作曲：石川真也 / 編曲：石川真也、松岡純也　歌：森川由綺（平野綾）
《SOUND OF DESTINY》 （第11、14、16、17話）
作詞：須谷尚子　作曲：中上和英 / 編曲：中上和英、松岡純也　歌：緒方理奈（水樹奈奈）
《WHITE ALBUM（Live Ver.）》（第13話）
作詞：須谷尚子　作曲：石川真也 / 編曲：藤田淳平（Elements Garden）　歌：森川由綺（平野綾）
《secret chaos》（第19、22、24話）
作詞：有里泉美　作曲、編曲：藤田淳平（Elements Garden）　歌：松山瑪瑙（宍戶留美）
（第23、24話）
作詞：Bee'　作曲、編曲：藤間仁（Elements Garden）　歌：森川由綺（平野綾）
《POWDER SNOW（Live Ver.）》（第26話）
作詞：須谷尚子　作曲：下川直哉、藤間仁（Elements Garden）　編曲：藤田淳平（Elements Garden）　歌：森川由綺（平野綾）＆緒方理奈（水樹奈奈）
《POWDER SNOW（YUKI&RINA Ver.）》（第26話）
作詞：須谷尚子　作曲：下川直哉　編曲：藤田淳平（Elements Garden）　歌：森川由綺（平野綾）＆緒方理奈（水樹奈奈）

### 製作人員
- 原作：AQUAPLUS[8]
- 企劃：下川直哉
- 監督：吉村明
- 助監督：吉田泰三
- 劇本：佐藤博暉
- 動畫設定：吉成鋼
- 角色設定：
- 總作畫監督：坂田理
- 道具設計：堀内博之
- 美術監督：片平真司
- 色彩設計：佐藤直子
- 音樂：Elements Garden（藤田淳平、藤間仁）
- 錄音演出：鹽屋翼
- 製片：三嶋章夫
- 助理制片：中村則子
- 動畫製作：Seven Arcs
- 製作：PROJECT W.A.

## 相關商品

### 漫畫
作畫是由阿倍野ちゃこ來擔任，連載於《月刊Comic電擊大王》2008年8月號到2010年1月號，單行本共3集由ASCII MEDIA WORKS發售。
| 卷數    | 發售日         | ISBN                   |
| ------- | -------------- | ---------------------- |
| volume1 | 2009年3月27日  | ISBN 978-4-04-867714-1 |
| volume2 | 2009年12月18日 | ISBN 978-4-04-868294-7 |
| volume3 | 2010年10月27日 | ISBN 978-4-04-868990-8 |

### CD
- 「WHITE ALBUM」森川由绮（CV:平野綾）

發售日：2009年4月1日
收錄曲
01.WHITE ALBUM
02.
03.WHITE ALBUM （off Vocals）
04.（off Vocals）
- 「Sound Of Destiny」绪方理奈（CV:水樹奈奈）

發售日：2009年4月8日
收錄曲
01. SOUND OF DESTINY
02. 
03. SOUND OF DESTINY off Vocals
04.  off Vocals

### 書籍
- WHITE ALBUM 公式ガイド 〜Official Art Book〜

出版社：角川書店　ISBN 4-04-707032-7
- WHITE ALBUM -綴られる冬の想い出- ザ・コンプリートガイド

出版社：ASCII MEDIA WORKS　ISBN 978-4048687881